# Le Grand Bluff (émission de télévision)
Pour les articles homonymes, voir Le Grand Bluff.
Le Grand Bluff est une émission de télévision présentée par Patrick Sébastien.
L'émission entre dans le Livre Guinness des records avec la plus forte audience calculée en France (par Médiamétrie) : 17 494 400  téléspectateurs et 74 % de parts de marché. Ce record sera battu le 12 juillet 1998 par la finale de la coupe du monde de football 1998 mais Le Grand Bluff reste l'émission de divertissement ayant été regardée par le plus de téléspectateurs en France (voir historique de Médiamétrie).

## Émissions

### 26 décembre 1992 sur TF1 (17,4 millionsde téléspectateurs)
Patrick Sébastien s'est déguisé pour passer pour un anonyme et a piégé ses collègues animateurs sur leurs émissions. Après avoir fait son « numéro », il leur demandait s'ils connaissaient Patrick Sébastien avant de se démasquer.
- Stars 90, émission présentée par Michel Drucker - Rôle : un lanceur de couteaux (durant les répétitions) qui faisait peur à sa femme qui était également son assistante.
- Une famille en or, émission présentée par Patrick Roy - Rôle : un candidat, père de famille, qui voulait quitter le plateau, se sentant ridicule à cause d'une réponse insolite de sa femme à une question du jeu.
- La Roue de la fortune, émission présentée par Christian Morin - Rôle : un candidat, bousculant et insultant une autre candidate remis à sa place par l'animateur avant de faire la révélation.
- Millionnaire, émission présentée par Philippe Risoli - Rôle : un candidat qui récitait un poème absurde composé de « néologismes ruraux » intitulé La Pintade aux yeux violets (« De qui te trucules-tu ? »).
- Sacrée Soirée (Partie 1) émission présentée par Jean-Pierre Foucault - Rôle : un homme demandant des autographes à Jean-Pierre Foucault pour toute sa famille. Cela faisait rire l'animateur, l'homme se sentit vexé et dit à Jean-Pierre Foucault : « Vous êtes gros et vous êtes con. »
- Sacrée Soirée (Partie 2) avec Pierre Palmade - Rôle : un homme demandant des autographes. (Le producteur Gérard Louvin, dans l'émission Touche pas à mes années 1990, prime de Touche pas à mon poste !, révéla que Pierre Palmade avait demandé qu’on ne diffuse pas la séquence car sa réaction apeurée devant l’agressivité de l’homme le faisait passer pour un lâche[3].)
- Tournez Manège (Partie 1) émission présentée par Évelyne Leclercq et Fabienne Égal - Rôle : un candidat représentant l’homosexualité.
- Tournez Manège (Partie 2) avec Simone Garnier, la sélectionneuse des candidats de l'émission - Rôle : un candidat réclamant son argent après le départ de sa « compagne » qui lui aurait pris tout son argent (« Vous sélectionnez des salopes ! »).
- Les Grosses Têtes (Partie 1) avec Sim, Philippe Castelli - Rôle : un homme demandant des autographes grossièrement pendant les répétitions.
- Les Grosses Têtes (Partie 2) avec Claude Sarraute - Rôle : un homme demandant des autographes grossièrement pendant les répétitions.
- Paul Préboist - Rôle : un interviewer belge
- Caméra cachée avec sa mère - Rôle : un gendarme
- Un micro-trottoir où Patrick Sébastien déguisé demande l'avis des passants sur Patrick Sébastien

### 25 décembre 1993 pour le1eranniversairesur TF1 (9 millionsde téléspectateurs)
Rediffusion. L'émission est la même, précédée d'une introduction de Patrick Sébastien qui y rajoute cette séquence tournée et réalisé pour l'émission Garçon, la suite ! quelque temps après l'émission originale :
- Pollen sur France Inter, émission de radio présentée par Jean-Louis Foulquier - Rôle : déguisé en travesti pour piéger Frédéric Dard qui était l'invité de la fausse l'émission.

### 28 décembre 2002 pour le10eanniversaire sur France 2
Rediffusion. Certains plateaux sont supprimés et à la place des lancements publicitaires qui n'ont plus lieu d'être, chaîne publique oblige, Patrick Sébastien propose des séquences qui ont été réalisées plusieurs semaines après l'émission originale.
- Pollen sur France Inter, émission de radio présentée par Jean-Louis Foulquier - Rôle : déguisé en travesti pour piéger Frédéric Dard qui était l'invité de la fausse l'émission. Cette séquence a d'abord été réalisé pour l'émission Garçon, la suite !
- La Chance aux chansons, émission présentée par Pascal Sevran - Rôle : un chanteur qui interprète la Chanson pour l'Auvergnat de Georges Brassens. (Cette séquence n’est pas reprise sur le DVD)

### Séquences supplémentaires disponibles sur le DVD
- Dans un restaurant - Rôle : Serveur énervé et énervant Jack Lang après s'être fait virer par son patron soi-disant à cause de Jack Lang qui avait dit que le serveur sentait très fort le parfum. Séquence originellement réalisée pour l'émission Garçon, la suite ! quelque temps après l'émission originale.
- Les Grosses Têtes (Partie 3) avec Amanda Lear - Rôle : un homme demandant des autographes.
- Sacrée Soirée (Partie 3) avec René Coll (Chef d'orchestre) - Rôle : un homme demandant des autographes.
- La Classe, émission présentée par Fabrice - Rôle : un humoriste casse-pied avec un sketch nul. (Seule la fin du canular a été filmée, les caméras ayant été allumées à la quasi fin du piège.)

### 12 novembre 2020 sur Comédie + et 21 novembre 2020 sur C8
L'émission originale est rediffusée le 12 novembre 2020 à 21 heures sur Comédie +, puis le 21 novembre 2020 à 23 heures sur C8.
Toutes les séquences de l'émission originale de 1992 sont rediffusées, à l'exception du piège impliquant Pierre Palmade, de quelques lancements et de l'intervention de Laurence Compain, la complice de Jean-Pierre Foucault qui affirmait en plateau avoir reconnu Patrick Sébastien depuis la régie de Sacrée Soirée.

### 27 décembre 2022 sur C8:Le Grand Bluff,30 ansdéjà!
Cette émission spéciale est l'occasion de revoir les extraits les plus mémorables de l'émission originelle agrémentés des témoignages de Patrick Sébastien et de certains animateurs et animatrices piégés.

## Produits dérivés

### Vidéos
- VHS (Sortie le 10 janvier 1993. L'intégralité des bénéfices des ventes de cette VHS sont reversés à l'association des Restos du cœur) - Éditeur : TF1 Vidéo
- DVD (Sortie Le 20 octobre 2015. Inclus le montage original de l'émission plus 5 séquences inédites. 2 séquences ne sont pas sur le DVD : Pierre Palmade et Pascal Sevran) - Éditeur : L.M.L.R (Elle aime l'air)

## Version étrangère
Le format de télévision créé en France a été exporté en Italie, avec le titre Il grande bluff (it) où il été diffusé de 1996 à 2000.